# 蓮実進
蓮実 進（はすみ すすむ、1933年2月12日 - ）は、日本の政治家。自由民主党所属の元衆議院議員（当選4回）。

## 来歴・人物
栃木県那須郡那須町に七人兄弟の五男として生まれる。栃木県立大田原高等学校、明治大学政治経済学部を卒業する。
作新学院の経営者・船田中の秘書として25年間勤める。また、1978年の江川事件にも関わった。
1983年、栃木県選挙区の参議院議員補欠選挙に立候補するも落選。以降、衆議院議員総選挙に旧栃木1区より2回出馬するが、いずれも落選。 
1993年、第40回衆議院議員総選挙で旧栃木1区から初当選。小選挙区比例代表並立制が導入された1996年の第41回衆議院議員総選挙では、栃木3区の党公認をめぐって新人の渡辺喜美と激しく争ったが、最終的には比例代表に回り、2期目の当選を果たす。その後、2000年の第42回衆議院議員総選挙や2003年の第43回衆議院議員総選挙でも比例単独での当選となる。
2005年の第44回衆議院議員総選挙でも渡辺との公認争いに敗れるが、党の方針により比例区単独での立候補が2回までとされているため、やむなく荒井広幸の参議院転出により空白区となっていた福島3区に転出。しかし、地盤に隣接する選挙区とは言え県境を超える急な転出であったための準備不足に加え、元々は郵政民営化に反対する荒井の地盤であることなど悪条件が重なり民主党現職の玄葉光一郎に大差を付けられ、落選した。
2007年の第21回参議院議員通常選挙では、栃木県選挙区にて自民党現職の国井正幸ではなく民主党現職の谷博之を支援したとされる。この行動は保守地盤の那須地方において、民主党が自民党の得票を上回る原動力となった。
2008年、自民党を離党、次期総選挙は民主党公認で栃木3区からの出馬を目指している事を表明した。しかし、2009年1月に渡辺が自民党を離党した事を受け、同選挙区における自民党の公認を再度申請したが、公認は見送られた。結局、無所属でも出馬はしなかった。